# XV dywizjon bombowy

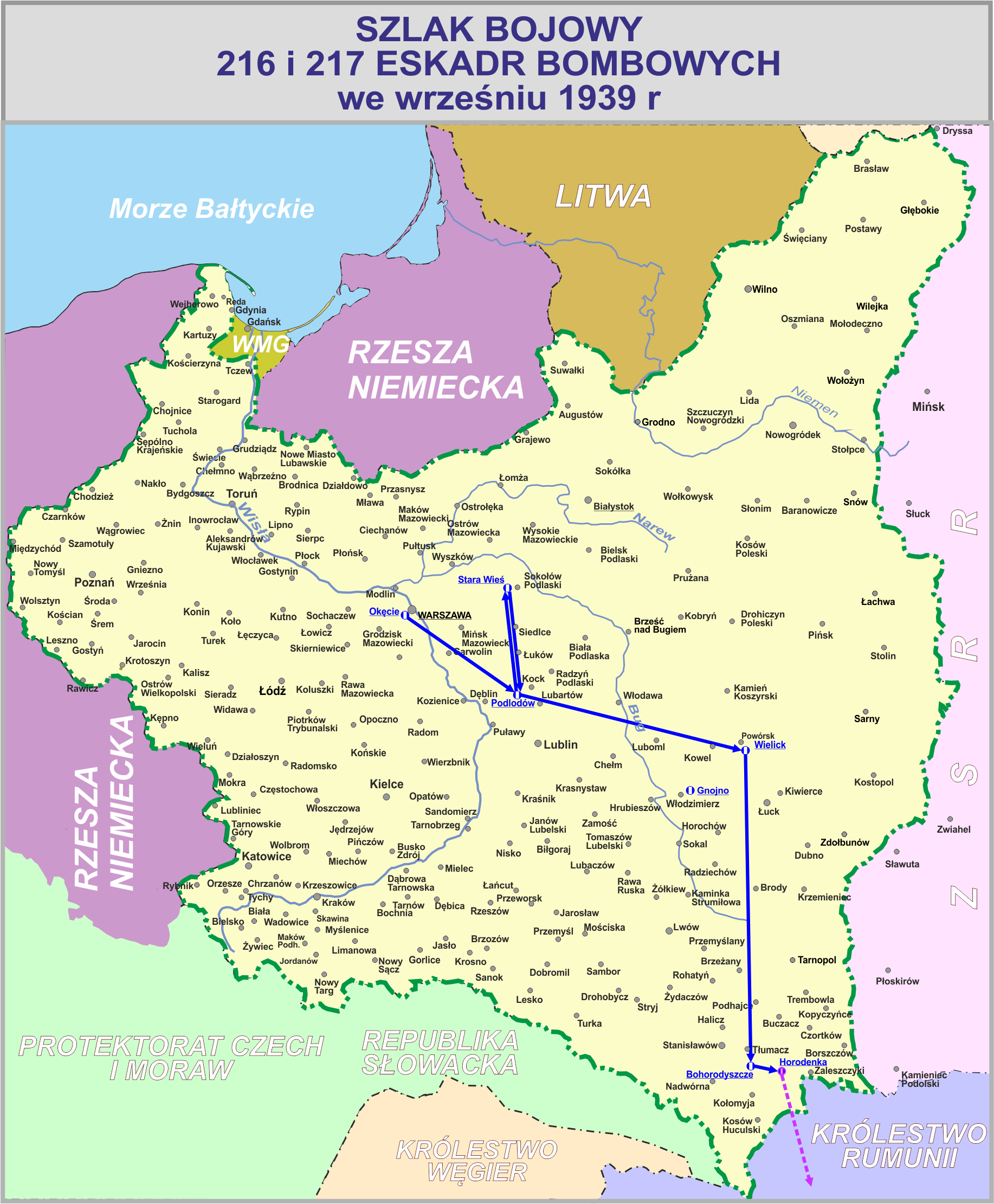

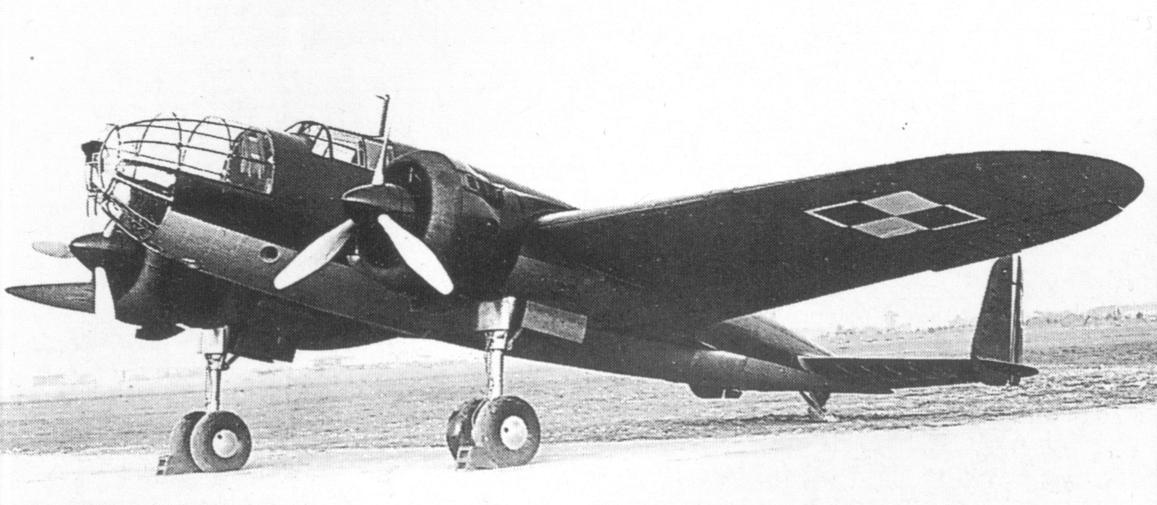
PZL.37 Łoś

XV dywizjon bombowy, poprzednio 215 Dywizjon Bombowy – pododdział lotnictwa Wojska Polskiego okresu II Rzeczypospolitej, wchodzący we wrześniu 1939 roku w skład Brygady Bombowej.

## Historia
215 Dywizjon Bombowy, wchodzący w skład Zgrupowania Bombowego przy 1 Pułku Lotniczym, został sformowany w marcu 1939 roku i osiągnął gotowość w czerwcu.
31 sierpnia 1939 roku 215 Dywizjon Bombowy został przenumerowany na XV Dywizjon Bombowy i wszedł w skład Brygady Bombowej.
Miejsce stacjonowania : Podlodów.
Wyposażenie: 18 samolotów PZL.37B Łoś i 4 samoloty Fokker F.VIIB/3m.

## Skład
- 216 eskadra bombowa
- 217 eskadra bombowa

## Obsada personalna dowództwa
- dowódca dywizjonu – kpt. pil. Stanisław Cwynar
- oficer taktyczny – kpt. obs. Jan Stąpor[3]
- oficer nawigacyjno-bombowy – kpt. pil. Piotr Łaguna[3]
- oficer techniczny – ppor. techn. Ludwik Dominikowski[3]
- lekarz – ppor. rez. lek. Kazimierz Urbańczyk[3]